# Touro
Touro és un municipi de la província de la Corunya a Galícia. Pertany a la Comarca d'Arzúa. Limita amb el riu Ulla, que el separa de Vila de Cruces, al nord amb O Pino, a l'est amb Arzúa, i a l'oest amb Boqueixón.
| 6.678 | 6.617 | 7.636 | 5.892 | 4.634 |
| Fonts: INE i IGE (Els criteris de registre censal variaren i les dades de l'INE i de l'IGE poden no coincidir.) |       |       |       |       |

## Parròquies
Andeade, Bama, Bendaña, Beseño, Calvos de Socamiño, Circes, Cornado, Enquerentes, Fao, Fontes Rosas, Foxás, Loxo, Novefontes, Prevediños, Quión, San Miguel de Vilar, San Pedro de Ribeira, Touro, Turces.